# Psaliodes clathrata
Psaliodes clathrata är en fjärilsart som beskrevs av W. Warren 1904. Psaliodes clathrata ingår i släktet Psaliodes och familjen mätare. Inga underarter finns listade i Catalogue of Life.